# Gabriele Dara Junior
Gabriele Dara Junior (Gavril Dara i Riu in albanese; Palazzo Adriano, 8 gennaio 1826 – Porto Empedocle, 19 novembre 1885) è stato un poeta e politico italiano di etnia albanese di Sicilia.
Distintosi in ambito rivoluzionario, fu nominato da Garibaldi consigliere generale del governo ad Agrigento. Terminata la carriera politica (dopo altri incarichi) si dedicò alla letteratura; la sua opera più famosa è un poema simile al filone cavalleresco pregresso (ma con forti influenze del folklore siciliano della sua epoca, nonché del Romanticismo in generale), intitolato Kenka e sprasme e Bales (L'ultimo canto di Bala), in cui si narra la travagliata storia d'amore tra i due protagonisti. È considerato uno dei primi scrittori del Risorgimento nazionale albanese.

## Biografia

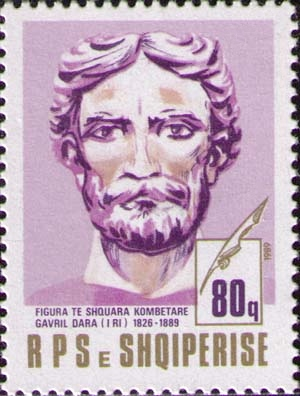
Francobollo del 1989 dello Stato d'Albania in onore del noto letterato albanese di Sicilia.

Gabriele Dara è nato l'8 gennaio 1826 a Palazzo Adriano, cittadina albanese in Sicilia. Cresce in una famiglia di rito bizantino dedita alla letteratura: il nonno, Gabriele Dara Senior, fu tra i primi collezionisti del folklore arbëresh, mentre il padre Andrea (Ndre) pubblicò un dizionario di termini folcloristici albanesi.
In giovane età ha imparato il latino e il greco antico. A Palermo si laurea in giurisprudenza, esercitando la professione ad Agrigento. Dopo l'Unità d'Italia ricoprì una serie di uffici in Sicilia. Dapprima fu primo consigliere della prefettura di Palermo e dal 1867 al 1869 fu governatore di Trapani, una città della Sicilia occidentale. Dal 1871 al 1874 fu direttore della rivista politica liberale La Riforma.
Le sue prime opere letterarie includono versi in lingua italiana e una poesia in albanese dedicata a San Lazzaro. L'opera più famosa di Dara è Kënka e sprasme e Balës (L'ultima canzone di Bala) originariamente scritta in lingua albanese e successivamente tradotta in italiano. Kënka e sprasme e Balës è un'epica ballata romantica in quattro parti contenente nove canti, che racconta le avventure di Nik Peta e Pal Golemi, due eroi albanesi vissuti nell'era della Lega di Alessio. Fu pubblicato per la prima volta nel 1887 dopo la sua morte a puntate nel periodico Arbri i ri (La Giovane Albania), pubblicato da Giuseppe Schirò. Nel luglio 1900 fu pubblicato interamente in albanese e in italiano sulla rivista La Nazione Albanese.
Muore il 19 novembre 1885 a Porto Empedocle (AG).

## Titoli delle principali opere
- Kënga e sprasme e Balës (L'ultimo canto di Bala) - Poema poetico, pubblicato nel 1998 dalla Casa Editrice "Mësonjëtorja" di Tirana (Albania).